# Pura Tanah Lot

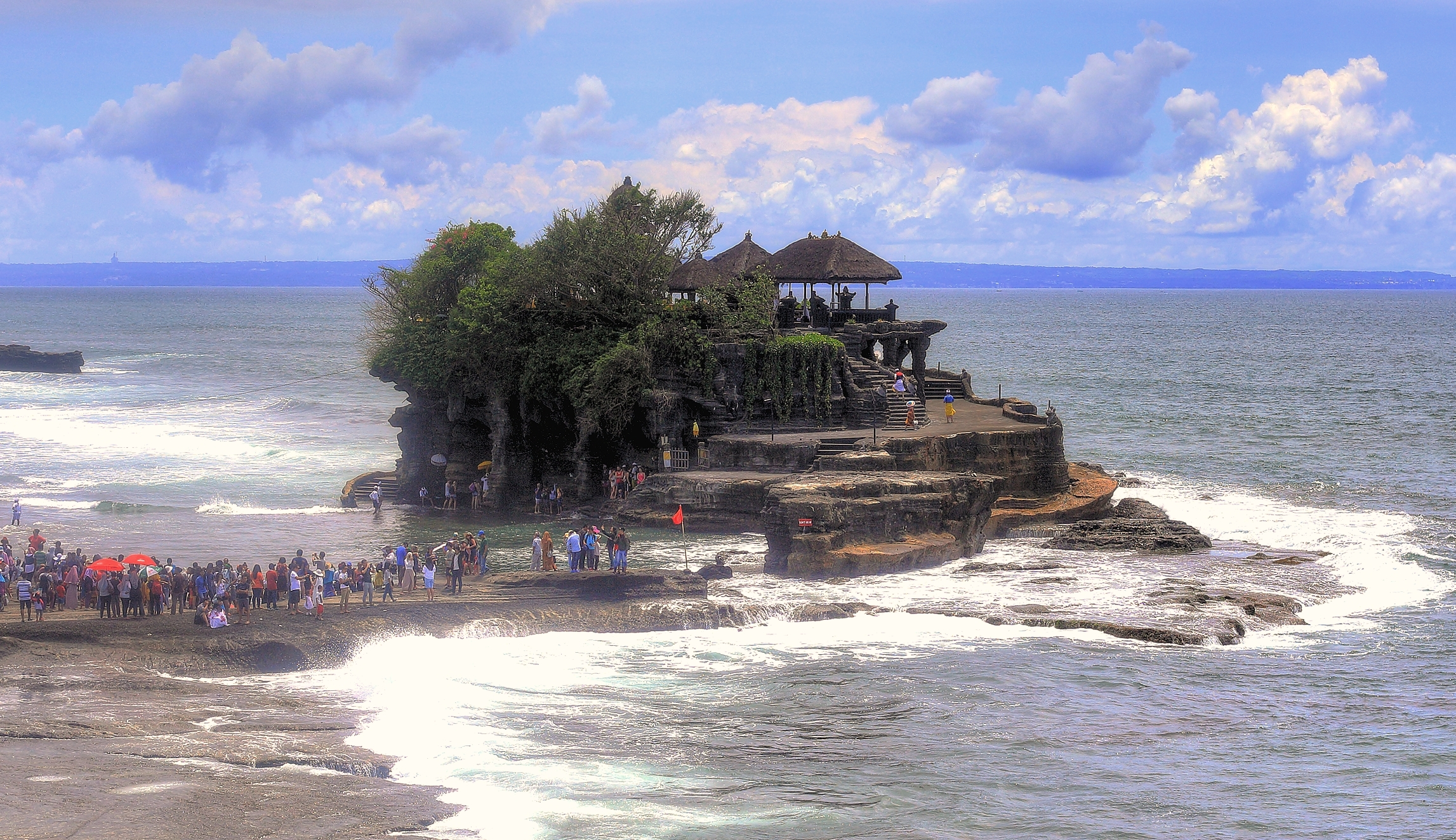
Der Meerestempel Pura Tanah Lot

Pura Tanah Lot – auf Deutsch auch „Meerestempel“ genannt – ist ein Tempel des balinesischen Hinduismus an der Küste im Südwesten der indonesischen Insel Bali. Wörtlich übersetzt bedeutet Tanah Lot „Land inmitten des Meeres“. Da die Tempelbezeichnung pura pauschal jedem balinesischen Tempel zugefügt wird, wird der Name häufig auf „Tanah Lot“ abgekürzt.

## Allgemeines
Der Tempel liegt auf einer Felsspitze im Meer dicht am Ufer. Auf dem Fußweg ist Tanah Lot – ohne dabei nass zu werden – nur bei Ebbe zu erreichen. Vom Strand aus erreicht man den Tempel nach einem 50 Meter langen Gang über rundgewaschene Steine und feinen dunklen Sand, um zur Felseninsel zu gelangen. Dort angekommen folgt ein kurzer Aufstieg Richtung Tempel, wo ein Zaun den Eintritt zum eigentlichen Tempel verwehrt.
Im inneren Hof (jeroan), dessen Zugang den Gläubigen vorbehalten ist, reihen sich die mehrstöckigen, pagodenähnlichen Schreine (merus) auf, die den Götterberg Meru repräsentieren. Im Falle von Tanah Lot ragen fünf merus in den Himmel. Der Zugang ist auch bei Flut möglich, wenn Tanah Lot seinen eigentlichen Inselcharakter erlangt, weil es dann komplett vom Wasser umspült ist.
In einer kleinen Höhle am Fuße des Tempelfelsens befindet sich eine Süßwasserquelle, die somit quasi im Meer entspringt. Sie gilt als heilig und wird ständig von Priestern bewacht.
Gegenüber der Quelle befindet sich in den am Festland gelegenen Klippen eine weitere Höhle, die Ular Suci. Hier leben die heiligen Schlangen, die ebenfalls von Priestern betreut werden. Obwohl die Schlangen hochgiftig sind, haben sie angeblich noch nie gebissen.
Der Tempel ist neben Balis Reisfeldern das beliebteste und bekannteste Fotomotiv auf Bali.

## Gründungsgeschichte
Der Tempel wird dem javanischen Hindupriester Danghyang Nirartha (auch: Pedanda Sakti Bau Rau) zugeschrieben. Dieser lebte auf Java und flüchtete wie viele Hindus und Buddhisten am Ende des 15. Jahrhunderts vor dem sich ausbreitenden Islam nach Bali. Während einer Reise am Anfang des 16. Jahrhunderts (genauere Jahresangaben scheinen nicht zu existieren) sah er einer Sage nach eines Tages ein Licht von der Westküste her aufsteigen. Als er sich diesem Licht näherte, bemerkte er ein kleines, wenige Meter von der Küste entferntes, felsiges und zauberhaft wirkendes Eiland. Er rastete und meditierte. Dies führte dazu, dass sich schon bald Schüler aus der näheren Umgebung um ihn versammelten. Um Konfrontationen mit dem ansässigen Priester zu vermeiden, versetzte Nirartha seinen Meditationsort auf das Felseneiland inmitten des Meeres und schuf auf diese Weise Tanah Lot.

## Rang

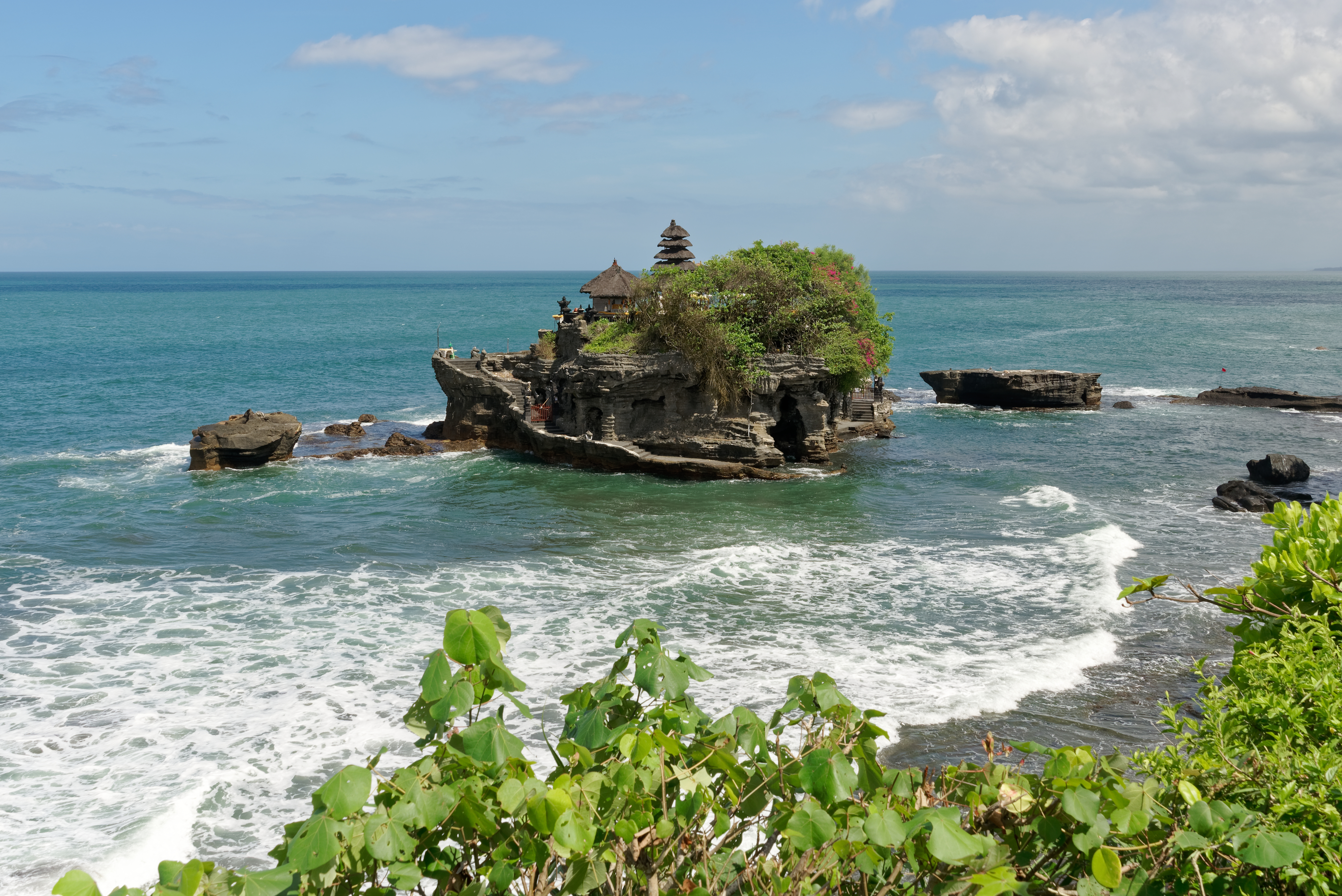

Die Ränge der balinesischen Tempel sind hierarchisch fein abgestuft. In diesem Gefüge ist der Meerestempel ein eher kleines Heiligtum, jedoch gehört er zu einer Kette von Meerestempeln an der Südküste Balis, zu der außerdem noch Pura Sakenan, Pura Ulu Watu, Pura Rambut Siwi sowie Pura Petitenget zählen. Diese Kette von Meerestempeln steht in Verbindung mit den großen Gebirgstempeln Besakih am Vulkan Agung, Pura Batur am Vulkan Batur sowie Pura Luhur am Vulkan Batukau. Während in den Bergtempeln die zu Bergen und Bergseen in Beziehung stehenden Gottheiten verehrt werden, ist dies in den Meerestempeln für alle Geister und Gottheiten, die mit dem Meer in Verbindung stehen, der Fall. Diese Meeres- und Gebirgstempel zählen zu den Staatstempeln, den sad-kahyan-gan, und werden von allen Balinesen verehrt.

## Geographisches

### Lage
Pura Tanah Lot liegt im Südwesten der indonesischen Insel Bali im Bezirk Tabanan direkt an der Küste; die Küstenlinie verläuft an dieser Stelle aus nordwestlicher in südöstliche Richtung. Der nächste größere Ort Richtung Südosten ist Kuta, in nordwestlicher Richtung muss man bis zur nächsten größeren Stadt Rambut Siwi recht weit fahren. In Richtung Norden erreicht man die Stadt Tabanan, Hauptstadt des gleichnamigen Bezirks.

### Anreise
Von Kuta aus kann man den Tempel entlang der Küste im Wege einer langen Strandwanderung oder auch per Fahrrad erreichen. Auf dem Straßenweg hält man sich von Kuta aus nach Nordwesten und von Denpasar aus nach Westen in Richtung Tabanan. Auf diesem Weg biegt man vor Tabanan nach links in Richtung Kediri ab. In Kediri selbst führt eine Seitenstraße zur Küste hinunter.

## Touristische Besonderheiten
Das klassische Fotomotiv zeigt den Tempel bei Sonnenuntergang; allerdings ist dann auch der Besucheranstrom am größten.
Der Tempel darf nur von Gläubigen betreten werden. Möchte man Tanah Lot bei Flut zu Fuß erreichen, muss man auf dem Weg über die dann durch das Wasser recht glatten Steine gegen die Meeresströmung ankämpfen.
Es ist üblich, dass man an der Süßwasserquelle am Fuße des Felsens gegen eine kleine Gabe von dem heiligen Wasser trinken oder aber sich damit das Gesicht waschen darf. Ebenfalls gegen ein geringes Entgelt dürfen Besucher die in den Klippen des Festlandes gelegene Höhle Ular Suci (s. o.) betreten und sich die heiligen Schlangen zeigen lassen.